# Greer Garson
Greer Garson (29 tháng 9 năm 1904 - 6 tháng 4 năm 1996) là một nữ diễn viên người Mỹ gốc Anh, người rất nổi tiếng trong Thế chiến thứ hai, được liệt kê bởi Motion Picture Herald là một trong mười diễn viên thu hút khách đến rạp hàng đầu của Mỹ từ năm 1942-46.
Một ngôi sao lớn của MGM trong những năm 1940, Garson đã nhận được 7 đề cử giải Oscar, trong đó có 5 đề cử liên tiếp, và giành giải Nữ diễn viên xuất sắc nhất cho phim Mrs. Miniver (1942).

## Tuổi thơ
Greer Garson được sinh vào ngày 29 tháng 9 năm 1904, tại Manor Park, East Ham, sau đó là ở Essex, hiện nay là một phần của London, là con gái duy nhất Nina (nhũ danh Nancy Sophia Greer, mất vào năm 1958) và George Garson (1856-1906), một nhân viên thương mại làm trong ngành nhập khẩu kinh doanh ở London. Cha của bà được sinh ra ở London, với cha mẹ là người Scotland, và mẹ bà đến từ Drumalore (hoặc Drumaloor), County Cavan. Cái tên "Greer" là viết tắt của "MacGregor", một họ khác.
Ông ngoại của bà David Greer, là một trung sĩ RIC ở Castlewellan, County Down. Vào những năm 1880, ông trở thành người quản lý dất đai cho gia đình Annesley, một gia đình địa chủ giàu có đã xây dựng nên thị trấn Castlewellan. David Greer sống trong một ngôi nhà tách biệt rộng lớn được xây dựng ở phần dưới của cái được gọi là Pig Street hoặc được biết đến tại địa phương là Back Way, gần sân nhà xây dựng Shillidays. Căn nhà được gọi là "Claremount" và hiện nay con đường đó được đặt tên là Claremount Avenue. Mọi người thường hiếu lầm là Greer Garson đã được sinh ra trong ngôi nhà này.
Greer Garson được giáo dục tại trường cao đẳng King's London, nơi mà bà đã nhận được bằng tiếng Pháp và văn học thế kì 18, và ở Grenoble.

## Sự nghiệp diễn xuất
Greer Garson xuất hiện lần đầu tiên ở trên sân khấu, bắt đầu ở Birmingham Repertory Theatre vào tháng 1 năm 1932. Bà xuất hiện trên truyền hình trong suốt những năm đầut tiên của nó (cuối những năm 1930), vai chính đáng chú ý nhất là vai chính trong bản trình chiếu dài 30 phút của  Twelfth Night vào tháng 5 năm 1937, cùng với Dorothy Black. Những truyền trực tiếp này là một phần của dịch vụ thử nghiệm của BBC từ Alexandra Palace, và đây là trường hợp đầu tiên của vở kịch Shakespeare được trình dễn trên truyền hình.

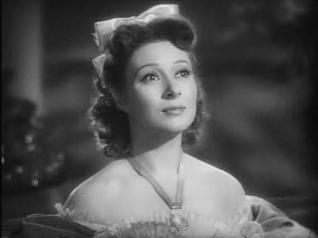
Garson trong Kiêu hãnh và định kiến năm 1940.

Louis B. Mayer phát hiện ra Garson trong khi ông đang ở London tìm kiếm tài năng mới. Garson kí hợp đồng với MGM vào cuối năm 1937, nhưng không bắt đầu làm việc cho bộ phim đầu tiên của bà, Goodbye, Mr.Chips cho tới cuối năm 1938. Bà nhận được 1 đề cử giải Oscar đầu tiên cho phim này, nhưng để tuột mất về tay Vivien Leigh trong phim Cuốn theo chiều gió (1939). Năm sau, bà nhận được những lời khen ngợi cho vai diễn Elizabeth Bennet trong bộ phim năm 1940, Kiêu hãnh và định kiến.
Garson đóng vai chính với Joan Crawford trong When Ladies Meet vào năm 1941 (một phiên bản làm lại của bản Pre-Code cùng tên, đóng vai chính với Ann Harding và Myrna Loy), và năm đó trở thành ngôi sao phòng vé lớn với phim truyên trắng đen Blossoms in the Dust, mang lại cho bà một trong năm đề cử giải Oscar cho Nữ diễn viên chính xuất sắc nhất, bằng với kỉ lục của Bette Davis từ năm 1938-42.
Garson đoạt giải Oscar cho Nữ diễn viên chính xuất sắc nhất vào năm 1942 cho vai diễn một người mẹ và vợ người Anh kiên cường giữa Thế chiến thứ hai trong Mrs.Miniver. (Sách kỉ lục Guinness thế giới ghi nhận bà với bài diễn văn nhận giải Oscar lâu nhất, 5 phút 30 giây, sau đó Viện hàn lâm đã thiết lập giới hạn thời gian). Bà cũng được đề cử cho bộ phim Madame Curie (1943), Mrs. Parkington (1944) và The valley of decision (1945)